# Райман, Ариберт
Ариберт Райман (нем. Aribert Reimann; 4 марта 1936, Берлин — 13 марта 2024, Берлин) — немецкий композитор и пианист.

## Биография
Отец — музыкальный педагог, мать — певица. В Высшей школе музыки Берлина изучал композицию под началом Бориса Блахера, контрапункт — у Эрнста Пеппинга, игру на фортепиано — у Отто Рауша. С конца 1950-х годов выступал как пианист и аккомпаниатор (в том числе, аккомпанировал Д. Фишеру-Дискау, Б. Фассбендер и Э. Грюммер). Изучал музыковедение в Венском университете (1958). Преподавал современную песню в гамбургской Высшей школе музыки (1974—1983) и берлинской Высшей школе искусств (1983—1998). Среди его учеников Клаудия Бараински.
Райман жил и работал в Берлине, где и умер 13 марта 2024 года в возрасте 88 лет.

## Творчество
Тяготел к опере и вокальным жанрам. Писал музыку на тексты Сапфо, Микеланджело, Шекспира, Байрона, Шелли, Джойса, Э. По, Дикинсон, Каммингса, С. Плат, Гёльдерлина, Эйхендорфа, Рильке, Х. Арпа, Бодлера, Хименеса, Павезе, Пауля Целана.
В ранних работах ощущается влияние Веберна, но в то же время и песен Шуберта и Шумана, переложениями которых он неоднократно занимался. Аналогично в дебютных сценических работах берговское начало уравновешивалось вагнеровским и, в меньшей степени, отголосками опер Вайля, Хиндемита и Дебюсси.
Наиболее значительными из опер Раймана считаются «Лир» (поставлена в Мюнхене в 1978 году с инициировавшим её написание Фишером-Дискау в главной роли) и «Замок» (премьера состоялась в Берлине в 1992 году). Работу над операми чередовал с сочинением вокальных циклов, среди которых особое место занимают сочинения, вдохновлённые лирикой Целана, с которым Райман был знаком лично.
Впервые к поэзии Целана композитор обратился в цикле «Пять стихотворений» (1960). Вехой в творчестве композитора стал «Цикл» (1971) для баритона с оркестром (написан для Фишера-Дискау), созданный уже после гибели поэта на стихи его последнего прижизненного сборника «Поворот дыхания» (1967). Премьера сочинения была приурочена к празднованию 500-летнего юбилея Альбрехта Дюрера в Нюрнберге. В числе работ последних лет, отличающихся особой аскетичностью языка — цикл «Kumi Ori» («Восстань, светись») для баритона с оркестром (1999), название которого отсылает к строке из сборника Целана «Световолие» (1970); песня «Полюсы, что в нас» («Die Pole sind in uns», 1995, для баритона и фортепиано), цикл «Пять стихотворений Пауля Целана [из посмертно изданного сборника „Подворье времени“, 1976]» (1994/2001 для контратенора и фортепиано).

## Произведения

### Оперы
- Игра снов / Ein Traumspiel (1965, по А.Стриндбергу)
- Мелюзина / Melusine (1971, по И. Голлю)
- Лир / Lear (1978, по Шекспиру)
- Соната призраков / Die Gespenstersonate (1984, по А. Стриндбергу)
- Троады / Troades (1986, по Еврипиду)
- Замок / Das Schloss (1992, по роману Ф. Кафки в драматическом переложении Макса Брода)
- Дом Бернарды Альбы / Bernarda Albas Haus (1998—2000, по Ф. Г. Лорке)
- Медея / Medea (по Грильпарцеру; премьера в Венской опере в 2010 отмечена влиятельным журналом «Opernwelt» как Премьера года[6])

### Балеты и другие сценические сочинения
- Stoffreste (1958, одноактный балет по Г.Грассу)
- Die Vogelscheuchen (1970, балет по Г.Грассу)
- Chacun sa Chimère. Poème visuel (Каждому своя химера, 1981, по Бодлеру)

### Оркестровые сочинения
- Loqui (1969)
- Variationen (1975)
- Sieben Fragmente für Orchester in memoriam Robert Schumann (1981)
- Nahe Ferne (2002—2003)
- Zeit-Inseln (2004)
- Cantus für Klarinette und Orchester (2005)

### Концерты
- Концерт для виолончели с оркестром (1959)
- Концерт для фортепиано с оркестром (1961)
- Концерт для фортепиано и 19 инструменталистов (1972)
- Двойной концерт для скрипки и виолончели с оркестром (1988/1989)
- Концерт для скрипки с оркестром (1995/1996)

### Камерные сочинения
- Соло для виолончели (1991)
- Соло для альта (1996)
- Соло для кларнета (2000)
- Соло для виолончели II (2001)
- Соло для гобоя (2001)
- Миниатюры (2004/2005) для струнного квартета

### Вокальные и хоровые сочинения
- Kinderlieder (1961), для сопрано и фортепиано
- Три сонета Шекспира (1964), для баритона и фортепиано
- Engführung (1967), для тенора и фортепиано, на стихотворение Целана
- Zyklus nach Gedichten von Paul Celan für Bariton und Klavier (1971)
- Реквием (1980—1982)
- Entsorgt für Bariton-Solo (1989)
- Eingedunkelt für Alt-Solo (1992), на стихи Целана
- Fünf Lieder nach Gedichten von Paul Celan für Countertenor und Klavier (1994/2001)

## Признание
Удостоен многочисленных премий и наград, включая Большой Германский крест За Заслуги (1985), Берлинский Орден За заслуги (1995), баварский Орден Максимилиана «За достижения в науке и искусстве» (2003). Премия Эрнста фон Сименса (2011) и др.